# Antonio López de Santa Anna
Antonio de Padua María Severino López de Santa Anna y Pérez de Lebrón chiamato più semplicemente Santa Anna o Santa Ana o Santana, conosciuto come il Generalísimo, e anche con l'appellativo di Napoleone del West (Xalapa, 21 febbraio 1794 – Città del Messico, 21 giugno 1876) è stato un generale e politico messicano. Fu anche, ripetutamente, presidente del suo paese.
Nel 1853 si instaurò come dittatore a vita con il trattamento di Altezza serenissima ma fu rovesciato due anni dopo. Durante la sua lunga carriera politica la sua affiliazione politica è stata ambigua per la partecipazione a partiti opposti, sia con realisti, monarchici, repubblicani, unitari, federali, liberali o conservatori. Santa Anna fu anche governatore dello Yucatán (1824-1825) e di Veracruz nel 1829.

## Biografia
Essendo giovane e senza grandi possibilità, si arruolò nell'esercito spagnolo durante la guerra d'indipendenza del Messico. Nel 1821, dopo la ratifica del piano di Iguala tra Agustín de Iturbide e Vicente Guerrero per la rivoluzione, Santa Anna si schierò con i rivoluzionari e venne nominato da Iturbide comandante generale della provincia di Veracruz.
Un anno dopo prese le distanze da Iturbide, che veniva nominato Imperatore del Messico, e divenne un repubblicano. Nel dicembre 1822 Santa Anna si sollevò in favore della repubblica. Il 6 dicembre, insieme a Guadalupe Victoria, proclamò il Piano di Veracruz, esigendo la restaurazione del Congresso; il 24 gennaio Vicente Guerrero e Nicolás Bravo si unirono alla richiesta.
Nel frattempo Iturbide inviò il generale Echavarri contro Santa Anna, ma senza ottenere alcun risultato contro i repubblicani. Le pressioni da parte degli oppositori furono così forti che Iturbide prima riconvocò il Congresso da lui sciolto e poi il 19 marzo 1823 abdicò davanti allo stesso. Santa Anna fece proclamare nei giorni successivi la "Repubblica degli Stati Uniti del Messico" entro i confini delimitati dal trattato Adams-Onís. Victoria ne divenne primo presidente nel 1824.
Nel 1828 Santa Anna si ribellò al presidente eletto Manuel Gómez Pedraza, chiedendone la sostituzione con lo sconfitto alle elezioni, il generale Vicente Guerrero, e questo causò l'inizio di una guerra civile che si risolse con la vittoria di Guerrero, il quale nominò Santa Anna comandante in capo dell'esercito e quindi governatore di Veracruz. Nel 1829 sconfisse l'esercito spagnolo che, guidato da Isidro Barradas, cercò di riconquistare il Messico.

### Presidente

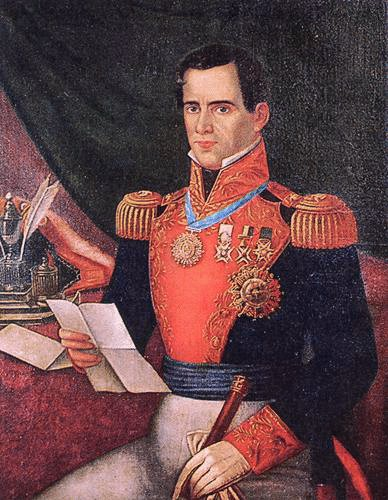
Ritratto rappresentante Santa Anna.

Nel 1832 rovesciò, con l'appoggio dell'esercito, il presidente Anastasio Bustamante, e poi divenne egli stesso presidente del Messico nel 1833 con poteri dittatoriali. Abolì la schiavitù nel 1835. Generale in capo dell'esercito messicano, nel 1835 cercò di impedire con le armi la secessione del Texas, ma, nonostante alcuni successi (fra cui la celebre battaglia di Alamo), fu sconfitto e fatto prigioniero nel 1836 a San Jacinto e dovette riconoscere l'indipendenza della repubblica del Texas.
Dopo la sconfitta fu costretto ad abbandonare la vita politica nel 1837 e si ritirò a Veracruz, dove nel 1838 fu protagonista di una guerra tra Francesi e Messicani, cagionata dall'occupazione di Veracruz da parte francese: sotto la sua guida, il Messico vinse quel breve conflitto, ma Santa Anna vi perse una gamba, tranciata di netto da un colpo di cannone nel corso dei combattimenti (1838): il generale la fece seppellire con tutti gli onori militari in una bara di vetro.
Venne nuovamente nominato presidente, governando dal 1841 al 1844, quando, a seguito di un colpo di Stato, lasciò il suo paese e riparò a Cuba. L'anno successivo fu richiamato in Messico in occasione della guerra contro gli Stati Uniti - avvenuta durante la presidenza di James Knox Polk - e, assunta per la terza volta la carica di presidente, dovette sottoscrivere nel 1848, il trattato di Guadalupe Hidalgo il quale sanciva la sconfitta messicana; con questo accordo veniva infatti definitivamente riconosciuta, a favore degli Stati Uniti, la cessione messicana di un'ampia fascia di territorio che andava dall'odierno Texas fino alla California.
Dimessosi, andò a vivere prima in Giamaica, poi in Venezuela. Tornò presidente, con poteri dittatoriali, dal 1853 al 1855. Durante il suo governo convocò il concorso per la realizzazione dell'inno nazionale del Messico. Dopo il 1855 visse nuovamente in esilio, tra Cuba, gli Stati Uniti e la Colombia. Beneficiando di un'amnistia, poté infine rientrare in Messico nel 1874 e morì nel 1876, venendo inumato nel Pantheon di Tepeyac. Massone, fu membro di una loggia di Rito scozzese antico ed accettato.

## Influenza culturale

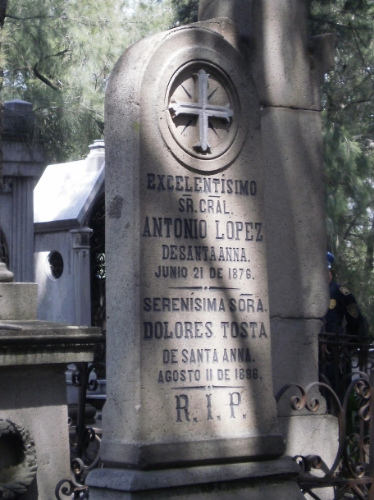
Tomba del generalissimo Santa Anna

A lui è dedicato il canto marinaresco Santianna, conosciuto fin dagli anni 1850, che ha come tema principale gli eventi della guerra messico-statunitense.